# Omloop van het Houtland 2015
L'Omloop van het Houtland 2015, settantunesima edizione della corsa, valido come evento dell'UCI Europe Tour 2015 categoria 1.1, si svolse il 23 settembre 2015 per un percorso di 198 km, con partenza ed arrivo a Lichtervelde, in Belgio. Fu vinto dal belga Jens Debusschere, che terminò la gara in 4h22'32" alla media di 45,25 km/h, precedendo il connazionale Timothy Dupont e l'olandese Coen Vermeltfoort, piazzatosi terzo.
Dei 162 ciclisti iscritti furono in 157 a partire e in 77 a completare la gara.

## Squadre partecipanti
| N.      | Cod. | Squadra                     |
| ------- | ---- | --------------------------- |
| 1-8     | TSV  | Topsport Vlaanderen-Baloise |
| 11-18   | EQS  | Etixx-Quick Step            |
| 21-28   | LTS  | Lotto-Soudal                |
| 31-38   | TGA  | Team Giant-Alpecin          |
| 41-48   | TLJ  | Team Lotto NL-Jumbo         |
| 51-57   | BOA  | Bora-Argon 18               |
| 61-68   | BSE  | Bretagne-Séché              |
| 71-78   | ROP  | Roompot-Oranje Peloton      |
| 81-88   | WGG  | Wanty-Groupe Gobert         |
| 93-98   | SKT  | An Post-ChainReaction       |
| 101-108 | CCT  | CCT-Champion System         |

| N.      | Cod. | Squadra                        |
| ------- | ---- | ------------------------------ |
| 112-120 | CIB  | Cibel                          |
| 121-128 | RIJ  | Cyclingteam Join's-De Rijke    |
| 131-138 | LDT  | Leopard Development Team       |
| 141-148 | RDT  | Rabobank Development Team      |
| 151-158 | RLM  | Roubaix-Lille Métropole        |
| 161-168 | TJO  | Team Joker                     |
| 171-178 | MMM  | Team 3M                        |
| 181-188 | VGS  | Vastgoedservice-Golden Palace  |
| 191-198 | WIL  | Veranda's Willems Cycling Team |
| 201-208 | WBC  | Wallonie-Bruxelles             |
| 211-218 | COH  | Team Coop-ØsterHus             |

## Ordine d'arrivo (Top 10)
| Pos. | Corridore          | Squadra         | Tempo    |
| ---- | ------------------ | --------------- | -------- |
| 1    | Jens Debusschere   | Lotto-Soudal    | 4h22'32" |
| 2    | Timothy Dupont     | Roubaix-Lille   | s.t.     |
| 3    | Coen Vermeltfoort  | De Rijke        | s.t.     |
| 4    | Raymond Kreder     | Roompot         | s.t.     |
| 5    | Shane Archbold     | Bora-Argon 18   | s.t.     |
| 6    | Tom Van Asbroeck   | Lotto-Jumbo     | s.t.     |
| 7    | Romain Feillu      | Bretagne        | s.t.     |
| 8    | Max Walscheid      | Giant-Alpecin   | s.t.     |
| 9    | Amaury Capiot      | Topsport Vlaan. | s.t.     |
| 10   | Bert Van Lerberghe | Topsport Vlaan. | s.t.     |